# نظام باي
نظام باي (ق. 1643م – 1692م) هي زوجة بهادُر شاه الأوَّل سلطان دولة المغول الهنديَّة، ووالدة السُّلطان جهان دار شاه. وقد توفيت في دلهي قبل جُلوس زوجها على عرش السَّلطنة.